# 柳橋聯合市場

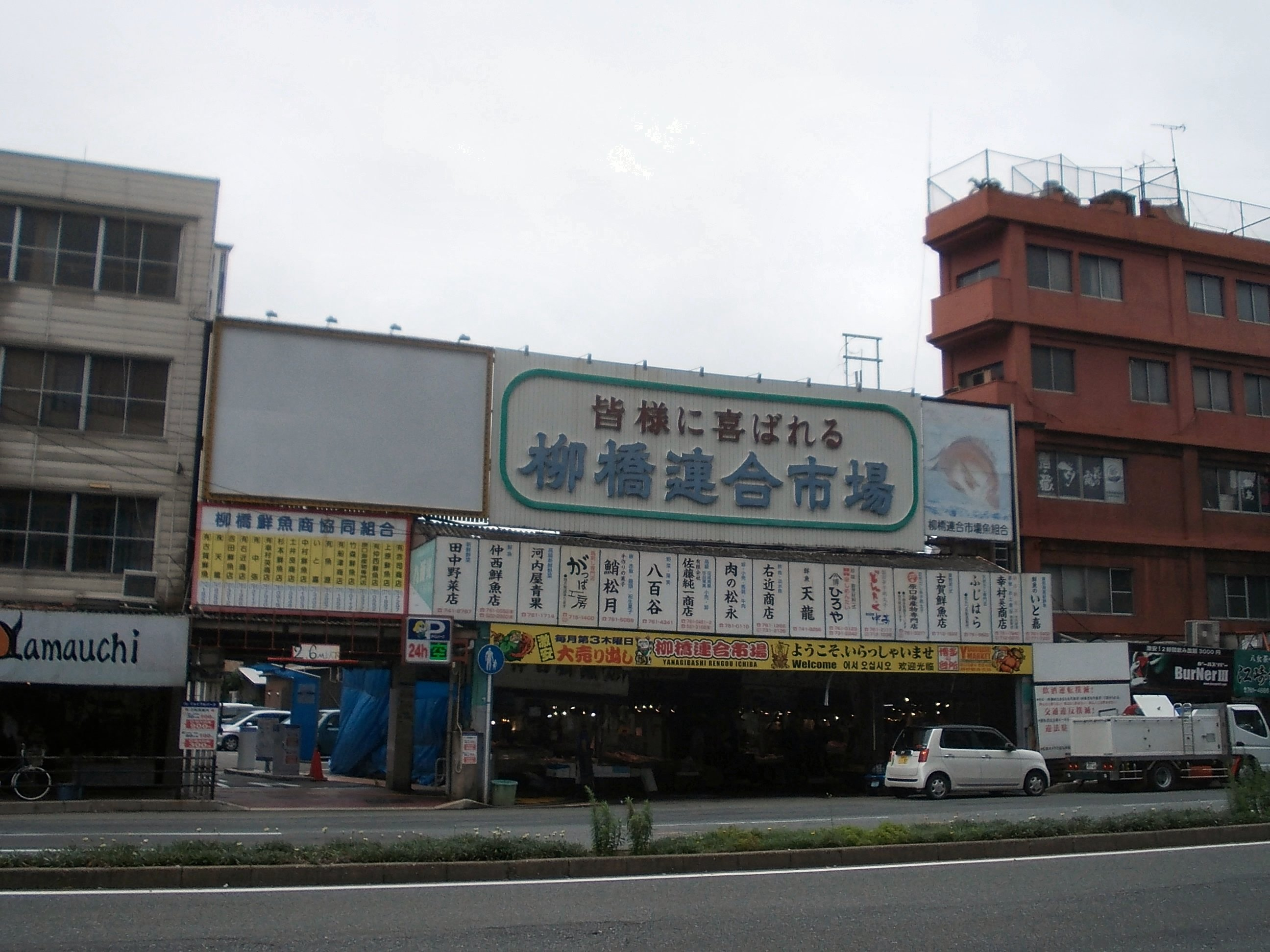
柳橋聯合市場

柳橋聯合市場（日语：柳橋連合市場，やなぎばしれんごういちば）是日本福岡縣福岡市中央區春吉的市場，有「博多的廚房」之稱。市場位於橫跨那珂川上的柳橋左岸，面向住吉通。市場有約50家商店，設立於1918年7月。

## 外部連結
- 柳橋連合市場 （页面存档备份，存于）
- 柳橋連合市場協同組合 （页面存档备份，存于）
- うまかもん祭り（柳橋連合市場） （页面存档备份，存于）（2005/11/11@ふくおか商店街blog。写真27枚）